# Macaé Esporte Futebol Clube
El Macaé Esporte Futebol Clube o conocido simplemente como Macaé es un club de fútbol de la ciudad de Macaé, en el Estado de Río de Janeiro en Brasil. El club fue fundado el 17 de julio de 1990 y disputa actualmente el Campeonato Carioca Serie A2.

## Historia

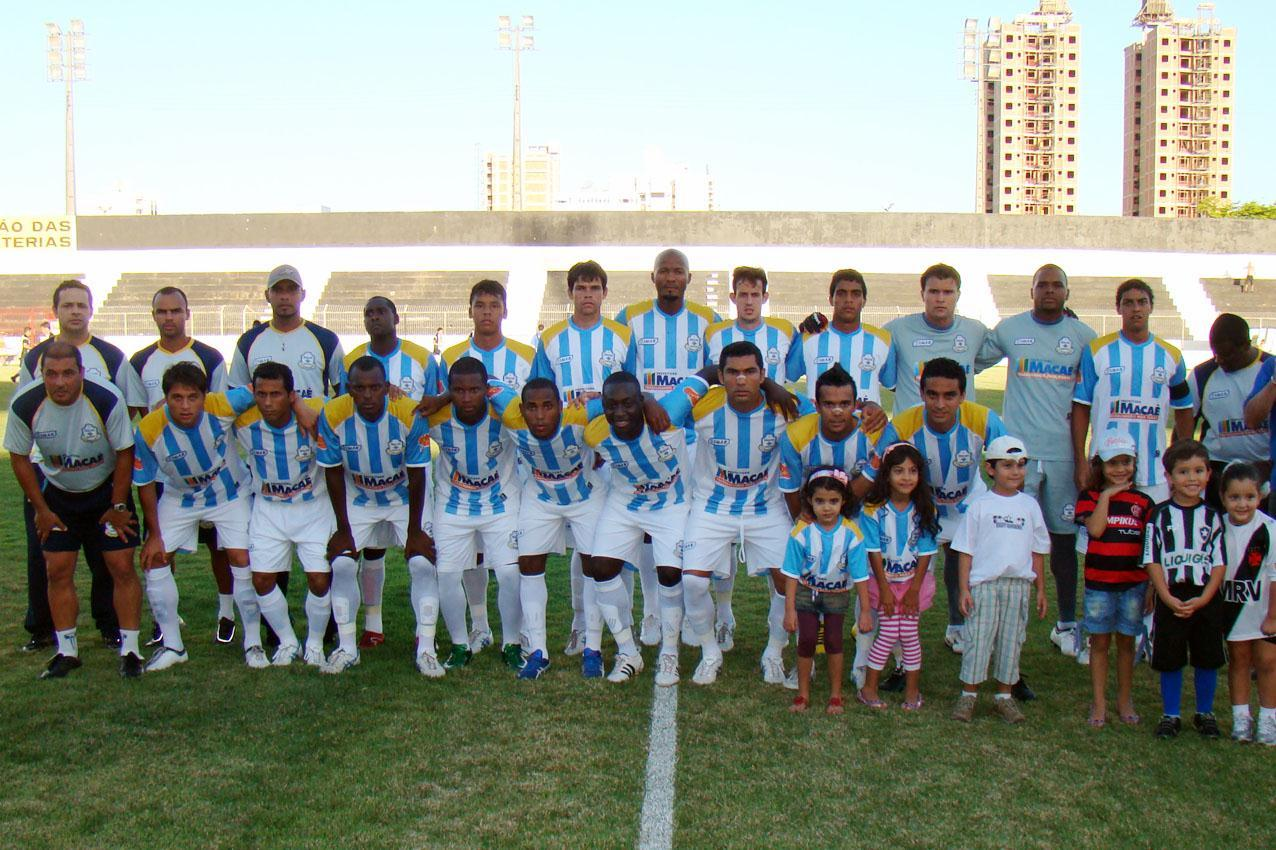
Primer equipo temporada 2009.

El Macaé fue fundado con el nombre Botafogo Futebol Clube, el 17 de julio de 1990. Inicialmente como club amateur, el Botafogo comenzó a competir el mismo año de su fundación, cuando disputó el torneo organizado por la Associação Macaense de Futebol. Los primeros éxitos del club fueron a mediados de los años 1990, cuando el club conquistó el bicampeonato macaense en 1994 y 1995.
En 1998, el club adopta el profesionalismo y comienza a participar en la Serie C del Campeonato Carioca, el torneo estadual del estado de Río de Janeiro, logrando el título y el ascenso a la Serie B del Campeonato Carioca. En el año 2000 el club adopta su actual nombre Macaé Esporte Futebol Clube. En 2002, Macaé logra el vicecampeonato de Serie-B y en 2003 el club juega su primer campeonato a nivel nacional, el Campeonato Brasileño de Serie C.
En el campeonato carioca de 2009 el club termina en quinta posición solo por detrás de los cuatro grandes de Río de Janeiro, lo que le garantizó un cupo en la Serie-D del mismo año. En dicho torneo sorprende a todos conquistando el vicecampeonato y el ascenso a la Serie-C 2010, en donde caería eliminado en cuartos de final ante el Criciúma.
Después de cinco temporadas en la Serie-C el club da el gran salto en la temporada 2014, conquistando el título ante el Paysandu de Bélem y un inédito ascenso a la Série-B nacional.
En la Copa do Brasil el club ha disputado cuatro ediciones en 2010, 2012, 2013 y 2015.

## Estadio
El equipo disputa sus partidos en el Estadio Cláudio Moacyr de Azevedo popularmente llamado Moacyrzão construido en 1982 y remodelado totalmente entre 2009 y 2010, el recinto posee una capacidad para 16.000 personas.

## Entrenadores
- Toninho Andrade (diciembre de 2005-septiembre de 2006)[10][11][12]
- Carlos Tozzi (interino- septiembre de 2006-?)[11]
- Tita (junio de 2007-mayo de 2008)[13][14]
- Dário Lourenço (mayo de 2008-junio de 2008)[14][15]
- Alexandre Gama (junio de 2008-?)[16]
- Dário Lourenço (?-abril de 2009)[17]
- Mário Marques (abril de 2009-mayo de 2009)[17][18]
- Toninho Andrade (? de 2009-marzo de 2010)[12][19][20]
- Dário Lourenço (marzo de 2010-?)[20]
- Marcelo Buarque (?-marzo de 2011)[21]
- Toninho Andrade (marzo de 2011-mayo de 2013)[12][21][22][23]
- Gerson Andreotti (mayo de 2013-octubre de 2013)[24][25]
- Paulo Henrique Filho (noviembre de 2013-febrero de 2014)[26][27]
- Josué Teixeira (febrero de 2014-abril de 2014)[28][29]
- Carlinhos Ganjão (interino- abril de 2014)[30]
- Júnior Lopes (abril de 2014-agosto de 2014)[31][32]
- Carlinhos Ganjão (interino- agosto de 2014-septiembre de 2014)[32]
- Josué Teixeira (septiembre de 2014-marzo de 2015)[33][34]
- Marcelo Cabo (marzo de 2015-agosto de 2015)[35][36]
- Josué Teixeira (agosto de 2015-noviembre de 2015)[37][38]
- Toninho Andrade (noviembre de 2015-marzo de 2016)[38][39]
- Tita (marzo de 2016-mayo de 2016)[40][41]
- Mário Marques (mayo de 2016-junio de 2016)[41][42]
- Carlinho Ganjão (interino- junio de 2016/junio de 2016)[42][43][44]
- Tita (junio de 2016-julio de 2016)[45][46]
- Josué Teixeira (julio de 2016-octubre de 2016)[47][48][49]
- Luiz Antônio Zaluar (noviembre de 2016-diciembre de 2016)[50][51]
- René Simões (diciembre de 2016-febrero de 2017)[52][53]
- Toninho Andrade (febrero de 2017-abril de 2017)[54][55]
- Antônio Carlos Roy (mayo de 2017-julio de 2017)[56][57]
- Luciano Leandro (julio de 2017-agosto de 2017)[57][58]
- Josué Teixeira (agosto de 2017-marzo de 2018)[58][59]
- Felipe Conceição (marzo de 2018-junio de 2018)[60][59]
- Luiz Antônio Zaluar (noviembre de 2018-julio de 2019)[61][62]
- Mário Junior (octubre de 2019-enero de 2020)[63][64]
- Charles de Almeida (enero de 2020-? de 2021)[65]
- Eduardo Allax (enero de 2021-marzo de 2021)[66][67]
- Charles de Almeida (marzo de 2021-presente)[4]

## Palmarés

### Títulos nacionales
- Campeonato Brasileño de Serie C (1): 2014
- Subcampeón del Campeonato Brasileño de Serie D: 2009.